# Coupe de France de cyclo-cross 2018
Navigation
2017 2019
La Coupe de France de cyclo-cross 2018 est la 36e édition de la Coupe de France de cyclo-cross (anciennement Challenge la France cycliste de cyclo-cross). Elle est composée de 3 manches. La première à Razès, le 14 octobre 2018, la deuxième à Pierric, le 11 novembre 2018 et la troisième à Flamanville, le 30 décembre 2018.

## Hommes élites

### Résultats
| # | Date        | Lieu        | Vainqueur      | Deuxième     | Troisième     | Leader du classement général |
| - | ----------- | ----------- | -------------- | ------------ | ------------- | ---------------------------- |
| 1 | 14 octobre  | Razès       | Francis Mourey | David Menut  | Joshua Dubau  | Francis Mourey               |
| 2 | 11 novembre | Pierric     | Francis Mourey | Fabien Canal | Joshua Dubau  | Francis Mourey               |
| 3 | 30 décembre | Flamanville | Francis Mourey | Fabien Canal | Steve Chainel | Francis Mourey               |

### Classement
|    | Coureur          | Équipe                  | Points |
| -- | ---------------- | ----------------------- | ------ |
| 1  | Francis Mourey   | S1neo Connect           | 105    |
| 2  | Fabien Canal     | Team Cross Safir Ganova | 92     |
| 3  | David Menut      | Creuse Oxygène Guéret   | 87     |
| 4  | Steve Chainel    | Team Chazal Canyon      | 84     |
| 5  | Matthieu Boulo   | Team Pays de Dinan      | 82     |
| 6  | Joshua Dubau     | Team Peltrax            | 81     |
| 7  | Yan Gras         | Team Chazal Canyon      | 75     |
| 8  | Lucas Dubau      | Team Peltrax            | 73     |
| 9  | Tony Périou      | VC Pays de Loudéac      | 66     |
| 10 | Valentin Humbert | S1neo Connect           | 63     |

## Femmes élites

### Résultats
| # | Date        | Lieu        | Vainqueur         | Deuxième                  | Troisième                 | Leader du classement général |
| - | ----------- | ----------- | ----------------- | ------------------------- | ------------------------- | ---------------------------- |
| 1 | 14 octobre  | Razès       | Joyce Vanderbeken | Marlène Morel-Petitgirard | Evita Muzic               | Joyce Vanderbeken            |
| 2 | 11 novembre | Pierric     | Marlène Petit     | Audrey Menut              | Marlène Morel-Petitgirard | Marlène Morel-Petitgirard    |
| 3 | 30 décembre | Flamanville | Marlène Petit     | Marion Norbert-Riberolle  | Juliette Labous           | Marlène Petit                |

### Classement
|    | Coureuse                  | Équipe                     | Points |
| -- | ------------------------- | -------------------------- | ------ |
| 1  | Marlène Petit             | Team Cross Safir Ganova    | 92     |
| 2  | Marlène Morel-Petitgirard | S1neo Connect              | 91     |
| 3  | Anaïs Grimault            | VC Pays de Loudéac         | 91     |
| 4  | Pasquine Vandermouten     | Massi                      | 80     |
| 5  | Léa Curinier              | UC Montmeyran              | 79     |
| 6  | Amandine Fouquenet        | Bretagne                   | 72     |
| 7  | Audrey Menut              | Creuse Oxygène Gueret      | 71     |
| 8  | Marceline Devaux          | VC Morteau Montbenoit      | 66     |
| 9  | Marine Strappazzon        | CM Aubervilliers 93        | 64     |
| 10 | Lauriane Duraffourg       | Vel'haut Jura Saint-Claude | 63     |

## Hommes espoirs

### Résultats
| # | Date        | Lieu        | Vainqueur       | Deuxième         | Troisième       | Leader du classement général |
| - | ----------- | ----------- | --------------- | ---------------- | --------------- | ---------------------------- |
| 1 | 14 octobre  | Razès       | Eddy Finé       | Antoine Benoist  | Sandy Dujardin  | Eddy Finé                    |
| 2 | 14 novembre | Pierric     | Antoine Benoist | Eddy Finé        | Erwann Kerraud  | Antoine Benoist              |
| 3 | 30 décembre | Flamanville | Antoine Benoist | Matthieu Legrand | Mickaël Crispin | Antoine Benoist              |

### Classement
|    | Coureur                  | Équipe                     | Points |
| -- | ------------------------ | -------------------------- | ------ |
| 1  | Antoine Benoist          | Team Chazal Canyon         | 102    |
| 2  | Eddy Finé                | VC Villefranche-Beaujolais | 96     |
| 3  | Mickaël Crispin          | Team Chazal Canyon         | 84     |
| 4  | Sandy Dujardin           | EC Saint-Etienne Loire     | 83     |
| 5  | Maxime Bonsergent        | Pays-de-Loire              | 82     |
| 6  | Erwan Kerraud            | Team Peltrax               | 81     |
| 7  | Quentin Navarro          | S1neo Connect              | 77     |
| 8  | Clément Auvin            | Club Cycliste Grand Reims  | 69     |
| 9  | Valentin Remondet        | Materiel-velo.com          | 66     |
| 10 | Simon Lepoittevin Dubost | Pays-de-Loire              | 65     |

## Hommes juniors

### Résultats
| # | Date        | Lieu        | Vainqueur      | Deuxième       | Troisième               | Leader du classement général |
| - | ----------- | ----------- | -------------- | -------------- | ----------------------- | ---------------------------- |
| 1 | 14 octobre  | Razès       | Théo Thomas    | Mattéo Vercher | Florian Richard Andrade | Théo Thomas                  |
| 2 | 11 novembre | Pierric     | Brice Dujardin | Antoine Huby   | Théo Thomas             | Théo Thomas                  |
| 3 | 30 décembre | Flamanville | Théo Thomas    | Ronan Auffret  | Antoine Huby            | Théo Thomas                  |

### Classement
|    | Coureur                 | Équipe               | Points |
| -- | ----------------------- | -------------------- | ------ |
| 1  | Théo Thomas             | Grand Est            | 100    |
| 2  | Antoine Huby            | Bretagne             | 87     |
| 3  | Florian Richard Andrade | Île-de-France        | 86     |
| 4  | Brice Dujardin          | Aquitaine            | 84     |
| 5  | Rémi Lelandais          | Auvergne-Rhône-Alpes | 71     |
| 6  | Ronan Auffret           | Île-de-France        | 70     |
| 7  | Damien Beton            | Auvergne-Rhône-Alpes | 64     |
| 8  | Hugo Jot                | Grand Est            | 59     |
| 9  | Théo Jarnet             | Auvergne-Rhône-Alpes | 58     |
| 10 | Ugo Ananie              | Hauts-de-France      | 58     |